# Colossal Order
Colossal Order è un'azienda finlandese produttrice di videogiochi nota per la serie di videogiochi gestionali Cities in Motion e Cities: Skylines. L'azienda è stata fondata a Tampere, Finlandia nel 2009. Il suo editore è Paradox Interactive. L'amministratore delegato di Colossal Order è Mariina Hallikainen.

## Storia
Colossal Order è stata fondata nell'estate del 2009 da un gruppo di sviluppatori di giochi della società di giochi per dispositivi mobili Universomo. Mariina Hallikainen è stata assunta al di fuori di Universomo come CEO della nuova società.
All'inizio, Colossal Order ha avuto difficoltà a ottenere finanziamenti per il suo primo gioco, il gioco gestionale Cities in Motion, che era già in fase di sviluppo quando la società è stata fondata. Gli investitori pensavano che Cities in Motion non avrebbe attirato una clientela abbastanza ampia. Invece di grandi investitori, i primi passi dell'azienda sono stati finanziati da strumenti pubblici finlandesi.
Nella sua fase iniziale, la società è stata istruita dal programma Yritystalli della Tampere University of Technology, ma è stata richiesta consulenza direttamente anche a società di sviluppo di giochi finlandesi esperte, in particolare Remedy Entertainment e Frozenbyte. Dopo essere stata fondata, Colossal Order ha confrontato dozzine di editori e ha finito per firmare un accordo editoriale con Paradox Interactive dopo oltre un anno di trattative.
Nell'ottobre 2015, Colossal Order ha ricevuto il premio Vuoden suomalainen pelinkehittäjä (in inglese: Game Developer of the Year) alla convenzione DigiExpo.

## Giochi
Il rapporto tra Colossal Order e il suo editore Paradox Interactive è stato definito costruttivo. Colossal Order ha la libertà di creare giochi senza limitazioni stabilite dall'editore, escludendo quelli sui programmi.
A differenza degli sviluppatori di giochi che l'hanno fondata, Colossal Order non sviluppa giochi per dispositivi mobili, ma si concentra sui giochi per PC. I dipendenti dell'azienda hanno la propria piattaforma wiki interna per lo sviluppo di giochi. I giochi di Colossal Order sono noti per le loro comunità di modding attive. Uno dei programmatori dell'azienda lavora a tempo pieno sugli strumenti di modding.
Il gioco più noto dell'azienda è il videogioco gestionale Cities: Skylines pubblicato il 10 marzo 2015. È in competizione con i giochi delle serie SimCity e Cities XL. Cities: Skylines ha ottenuto il suo primo DLC, After Dark, il 24 settembre 2015.

### Elenco dei giochi
| Anno | Titolo              | Editore             | Piattaforme                                                                         |
| ---- | ------------------- | ------------------- | ----------------------------------------------------------------------------------- |
| 2011 | Cities in Motion    | Paradox Interactive | Windows, MacOS, Linux                                                               |
| 2013 | Cities in Motion 2  | Paradox Interactive | Windows, MacOS, Linux                                                               |
| 2015 | Cities: Skylines    | Paradox Interactive | Windows, MacOS, Linux, Xbox One, Xbox Series X e Series S, PS4, PS5, Switch, Stadia |
| 2023 | Cities: Skylines II | Paradox Interactive | Windows, Xbox Series X e Series S, PS5                                              |